# Iscorama
Iscorama è un marchio registrato applicato dall'azienda tedesca ISCO Optics ad una serie di obiettivi anamorfici per reflex 35mm, prodotti e distribuiti dal 1960 ai primi anni del 2000. Le lenti anamorfiche Iscorama sono celebri per la loro qualità ottica e per il sistema brevettato di messa a fuoco del gruppo ottico.
ISCO Optics produce lenti anamorfiche dal 1950, ma il primo modello Iscorama è stato introdotto solo nel 1968. Il prodotto mira al fotografo facoltoso dilettante che vuole scattare e proiettare diapositive 35 millimetri panoramiche. Il primo obiettivo Iscorama è composto da due sezioni monoblocco rimovibili: un obiettivo sferico 50mm f/2,8 e un'unità frontale anamorfica rimovibile. Questo primo modello fu prodotto fino alla fine degli anni '70, momento in cui vennero messe sul mercato le lenti Iscorama C -Mount Cinegon, Iscorama 36 e Iscorama 54. e il sistema di montaggio per proiezione Iscostat associato. I nuovi adattatori Iscorama 36 e 54 si presentano come un adattatore anamorfico intercambiabile con ghiera filettata posteriore, e quindi senza obiettivo sferico annesso. L'innovativo design di questi adattatori è un tacito riconoscimento del fatto che molti utenti di Iscorama utilizzivano l'elemento anteriore anamorfico dell'Iscorama originale su obiettivi sferici di altri produttori. Il 1982 vide l'aggiunta del Iscorama 42 alla gamma , e nei primi anni 1990 , ISCO ha introdotto una nuova serie di monoblocchi 50 millimetri con sezione anamorfica non rimovibile, il tutto sotto la marca Iscorama. A causa della costante diminuzione della domanda, ISCO ha preso la decisione di interrompere l'intera gamma Iscorama nel 2001.